# Partido Timorense Democrático

Flagge der PTD

Die Partido Timorense Democrático PTD (deutsch: Timoresische Demokratische Partei) war eine osttimoresische Partei.

## Mitglieder
Parteivorsitzende und Generalsekretärin war Aliança Conceição de Araújo. Sie wurde am 14. Juli 2011 gewählt. Vizepräsidentin war Hercillia Guerra und Kommissionspräsident Francisco Almeida.

## Geschichte

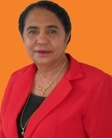
Aliança Araújo

Die Partei wurde am 28. Mai 2008 gegründet und durch das Oberste Gericht Osttimors am 10. November 2011 registriert.
Bei den Parlamentswahlen 2012 scheiterte die PTD mit nur 2.561 Stimmen (0,54 %) an der Drei-Prozent-Hürde. Das beste Ergebnis erzielte sie noch im damaligen Distrikt Ermera mit 0,78 % der Stimmen.
Bei den Parlamentswahlen 2017 erhielt die PTD mit 661 Stimmen nur 0,1 % der Gesamtzahl und scheiterte damit an der Vier-Prozent-Hürde. Keine andere Partei erhielt bei der Wahl weniger als 1000 Stimmen. Danach trat die PTD nicht mehr bei Wahlen an. Aliança Araújo kandidierte stattdessen bei den Parlamentswahlen 2023 für den Congresso Nacional da Reconstrução Timorense (CNRT) und zog ins Nationalparlament ein.